# Expedición 7
La Expedición 7 fue la séptima estancia de larga duración en la Estación Espacial Internacional.

## Tripulación
| Posición             | Astronauta                                  |                                             |
| -------------------- | ------------------------------------------- | ------------------------------------------- |
| Comandante           | Yuri Malenchenko, RSA Tercer vuelo espacial | Yuri Malenchenko, RSA Tercer vuelo espacial |
| Ingeniero de vuelo 1 | Nikolai Budarin, NASA Tercer vuelo espacial | Nikolai Budarin, NASA Tercer vuelo espacial |

## Parámetros de la misión
- Perigeo: 384 km
- Apogeo: 396 km
- Inclinación: 51.6°
- Período: 92 min

- Acoplamiento: Soyuz TMA-2 - 28 de abril de 2003, 05:56 UTC
- Desacoplamiento: Soyuz TMA-2 - 27 de octubre de 2003, 22:17 UTC
- Tiempo acoplamiento: 182 d, 16 h y 20 min